# Ängsfrejaspindel
Ängsfrejaspindel (Dicymbium nigrum) är en spindelart som först beskrevs av John Blackwall 1834.  Ängsfrejaspindel ingår i släktet Dicymbium och familjen täckvävarspindlar. Arten är reproducerande i Sverige. Utöver nominatformen finns också underarten D. n. brevisetosum.